# Zagóra (Zamość)
Pour les articles homonymes, voir Zagóra.
Zagóra (prononciation [zaˈɡura]) est une localité de la gmina de Zamość, du powiat de Zamość, dans la voïvodie de Lublin, située dans l'est de la Pologne.
Elle se situe à environ 7 kilomètres au sud de Zamość (siège de la gmina et du powiat) et 82 kilomètres au sud-est de Lublin (capitale de la voïvodie).

## Administration
De 1975 à 1998, la localité était attachée administrativement à l'ancienne voïvodie de Zamość.

Depuis 1999, elle fait partie de la nouvelle voïvodie de Lublin.